# Lista över svenska jagare
Detta är en lista över svenska jagare. Den svenska jagarepoken sträckte sig från 1902, då HMS Mode togs i tjänst, och avslutades 1982 i och med utrangeringen av HMS Halland. Flera jagare har en eller flera gånger bytt fartygsnummer, och några har formellt sett fått ett nummer men har aldrig burit det. Inget fartyg har emellertid haft fartygsnumret 15. Femton av jagarna byggdes under sin karriär om till fregatter, vissa bytte då fartygsnummer medan andra behöll sina nummer och bytte bara ut sitt J mot ett F. Dessa fartyg finns även med i Lista över svenska fregatter.
| Nr    | Namn         | Klass                | Sjösatt | Levererad | Utrangerad | Öde                                                                                 |
| ----- | ------------ | -------------------- | ------- | --------- | ---------- | ----------------------------------------------------------------------------------- |
| 1 a)  | Mode         | Ingen specifik klass | 1902    | 1902      | 1928       | Sänkt som artillerimål 1936.                                                        |
| 2 a)  | Magne        | Ingen specifik klass | 1905    | 1905      | 1936       | Sänkt som skjutmål 1941, bärgad och skrotad.                                        |
| 3     | Wale         | Vidar-klass          | 1907    | 1908      | 1940       | Sänkt som skjutmål 26 september 1946 utanför Ar av kustartilleri och HMS Sundsvall. |
| 5 c)  | Ragnar       | Vidar-klass          | 1908    | 1909      | 1947       | Såld 1961 för skrotning.                                                            |
| 6 d)  | Sigurd       | Vidar-klass          | 1908    | 1909      | 1947       | Såld 1961 för skrotning.                                                            |
| 4 b)  | Vidar        | Vidar-klass          | 1909    | 1910      | 1947       | Sänkt som skjutmål vid Märsgarn 1961.                                               |
| 7 e)  | Hugin        | Hugin-klass          | 1910    | 1911      | 1947       | Såld 1947 för skrotning.                                                            |
| 8     | Munin        | Hugin-klass          | 1911    | 1913      | 1940       | Sänkt som bombmål 1946.                                                             |
| 9 f)  | Wrangel      | Wrangel-klass        | 1917    | 1918      | 1947       | Använd som försöks- och målfartyg, sjönk på Horsfjärden 1960.                       |
| 10 g) | Wachtmeister | Wrangel-klass        | 1917    | 1918      | 1947       | Såld 1950 för skrotning i Karlstad.                                                 |
| 11 h) | Ehrensköld   | Ehrensköld-klass     | 1926    | 1927      | 1963       | Såld 1973 för skrotning i Ystad.                                                    |
| 12 i) | Nordenskjöld | Ehrensköld-klass     | 1926    | 1927      | 1963       | Såld 1964 för skrotning i Göteborg.                                                 |
| 3     | Klas Horn    | Klas-jagarna         | 1931    | 1932      | 1958       | Såld 1967 för skrotning i Göteborg.                                                 |
| 4     | Klas Uggla   | Klas-jagarna         | 1931    | 1932      | 1942       | Skadades i Horsfjärdskatastrofen, skrotad 1942 vid Stockholms örlogsvarv.           |
| J5    | Göteborg     | Göteborg-klass       | 1935    | 1936      | 1958       | Sänkt som artillerimål i Hanöbukten 1962.                                           |
| J6    | Stockholm    | Göteborg-klass       | 1936    | 1937      | 1964       | Såld 1965 för skrotning i Ystad.                                                    |
| J7    | Malmö        | Göteborg-klass       | 1938    | 1939      | 1967       | Såld 1969 för skrotning i Göteborg.                                                 |
| J8    | Karlskrona   | Göteborg-klass       | 1939    | 1940      | 1974       | Använd som målfartyg, skrotad 1979.                                                 |
| J10   | Norrköping   | Göteborg-klass       | 1940    | 1941      | 1965       | Sänkt som artillerimål i Hanöbukten 1977.                                           |
| J9    | Gävle        | Göteborg-klass       | 1940    | 1941      | 1968       | Använd som ångcentral vid OKG, skrotad i Ystad 1972.                                |
| 19    | Puke         | Psilander-klass      | 1926    | 1940      | 1947       | Använd vid skjut- och sprängförsök, skrotad i Karlskrona 1949.                      |
| 18    | Psilander    | Psilander-klass      | 1926    | 1940      | 1947       | Använd vid skjut- och sprängförsök, skrotad i Karlskrona 1949.                      |
| 27 j) | Romulus      | Romulus-klass        | 1934    | 1940      | 1958       | Såld 1959, skrotad 1961 i Ystad.                                                    |
| 28 k) | Remus        | Romulus-klass        | 1934    | 1940      | 1958       | Såld 1959, skrotad 1961 i Ystad.                                                    |
| 29 l) | Mode         | Mode-klass           | 1942    | 1942      | 1970       | Såld 1978 för skrotning i Ystad.                                                    |
| 30 m) | Magne        | Mode-klass           | 1942    | 1942      | 1966       | Såld 1973 för skrotning i Ystad.                                                    |
| 31 n) | Munin        | Mode-klass           | 1942    | 1943      | 1968       | Såld 1969 för skrotning i Göteborg.                                                 |
| 32 o) | Mjölner      | Mode-klass           | 1942    | 1942      | 1966       | Såld 1969 för skrotning i Göteborg.                                                 |
| J11   | Visby        | Visby-klass          | 1942    | 1943      | 1982       | Såld 1984 för skrotning i Spanien.                                                  |
| J12   | Sundsvall    | Visby-klass          | 1942    | 1943      | 1982       | Såld 1984 för skrotning i Spanien.                                                  |
| J13   | Hälsingborg  | Visby-klass          | 1943    | 1943      | 1978       | Såld 1979 för skrotning i Göteborg.                                                 |
| J14   | Kalmar       | Visby-klass          | 1943    | 1944      | 1978       | Såld 1981 för skrotning i Göteborg.                                                 |
| J16   | Öland        | Öland-klass          | 1945    | 1947      | 1978       | Såld 1986 för skrotning i England.                                                  |
| J17   | Uppland      | Öland-klass          | 1946    | 1949      | 1978       | Såld 1981 för skrotning i Spanien.                                                  |
| J18   | Halland      | Halland-klass        | 1952    | 1955      | 1987       | Såld 1988 för skrotning i Spanien.                                                  |
| J19   | Småland      | Halland-klass        | 1952    | 1956      | 1984       | Överlämnad till Göteborgs Maritima Centrum 1987, numera museifartyg.                |
| J20   | Östergötland | Östergötland-klass   | 1956    | 1958      | 1982       | Såld 1985 för skrotning i Spanien.                                                  |
| J21   | Södermanland | Östergötland-klass   | 1956    | 1958      | 1982       | Såld 1985 för skrotning i Spanien.                                                  |
| J22   | Gästrikland  | Östergötland-klass   | 1956    | 1959      | 1982       | Använd som målfartyg, såld 1991 för skrotning i England.                            |
| J23   | Hälsingland  | Östergötland-klass   | 1957    | 1959      | 1982       | Använd av FOA år 1985 för sprängningsprover. Såld 1986 för skrotning i Karlskrona.  |

a): Bar aldrig numret
b): Bar senare nummer 23
c): Bar senare nummer 22
d): Bar senare nummer 21
e): Bar senare nummer 24
f): Bar senare nummer 25
g): Bar senare nummer 26
h): Bar senare nummer 1, 71 som fregatt
i): Bar senare nummer 2, 72 som fregatt
j): Nummer 77 som fregatt (osäkert om hon bar detta nummer)
k): Nummer 78 som fregatt (osäkert om hon bar detta nummer)
l): Bar senare nummer 73 som fregatt
m): Bar senare nummer 74 som fregatt
n): Bar senare nummer 75 som fregatt
o): Bar senare nummer 76 som fregatt

## Bilder i urval

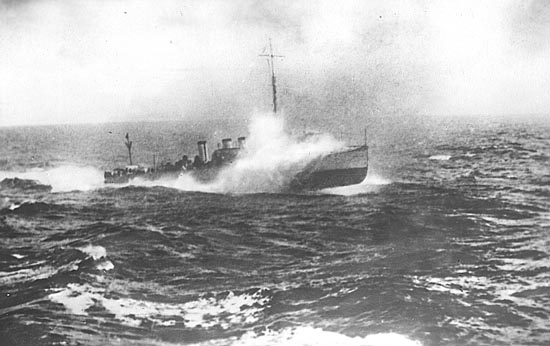
HMS Ragnar
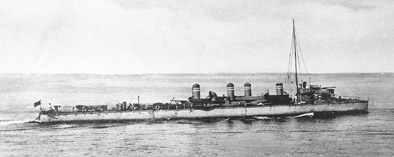
HMS Mode
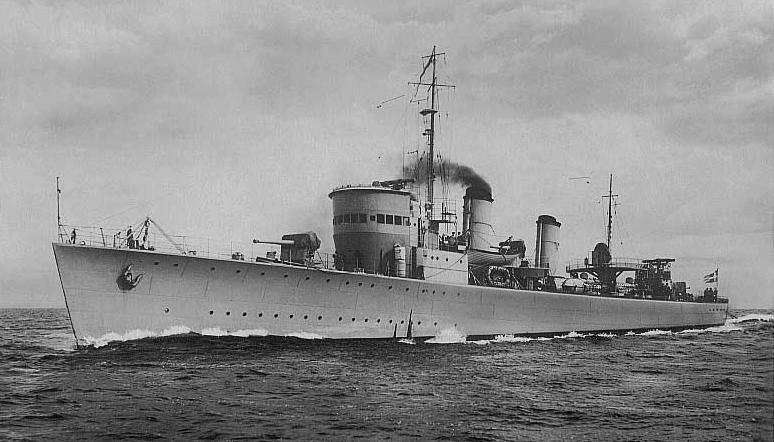
HMS Ehrensköld
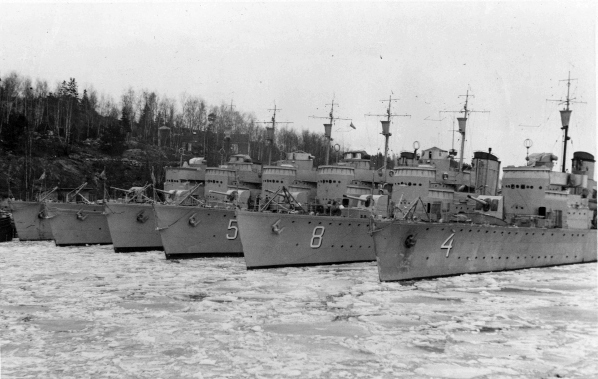
Sex svenska jagare under andra världskriget.
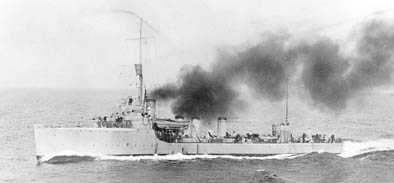
HMS Wachtmeister
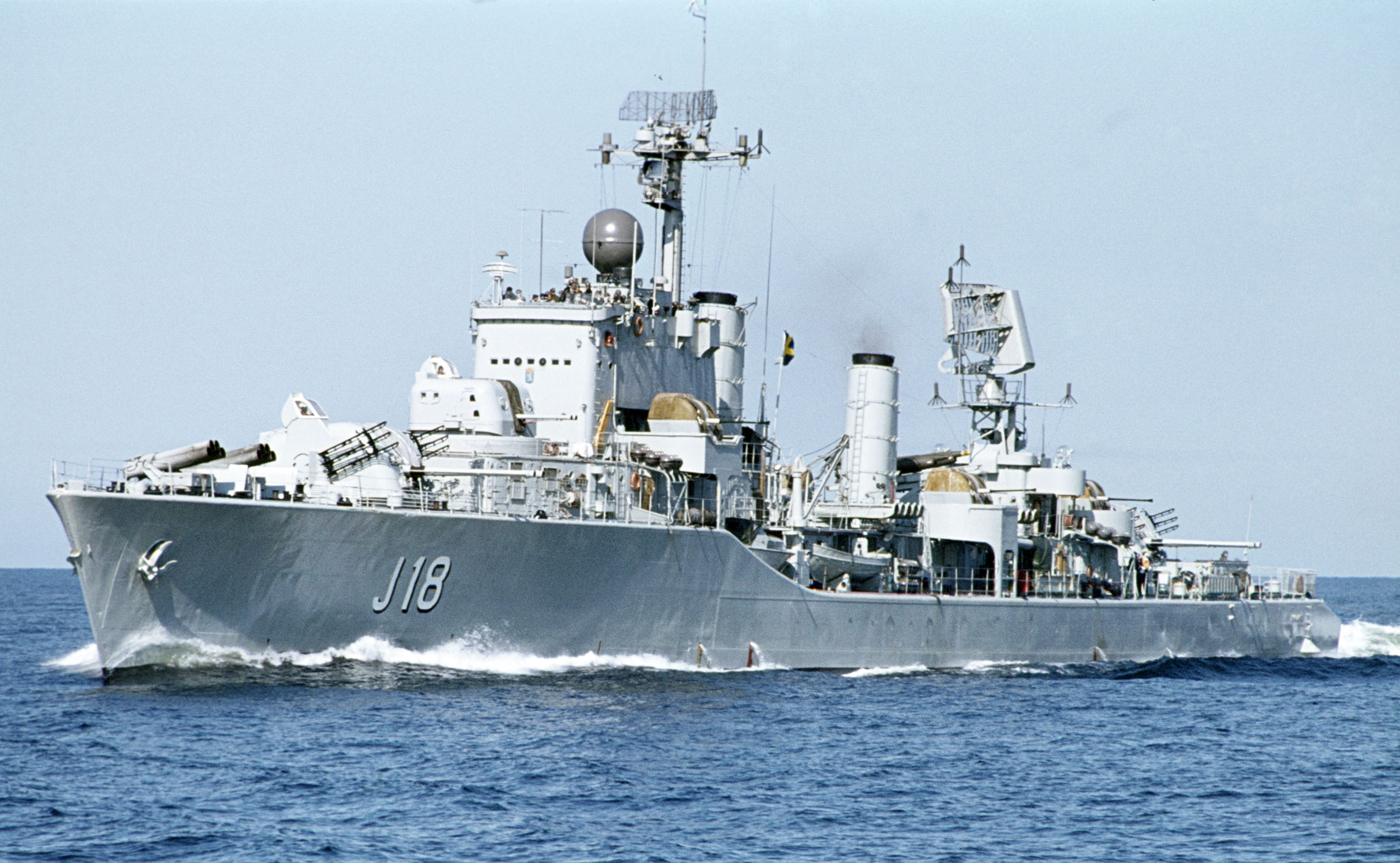
HMS Halland